# 에봇

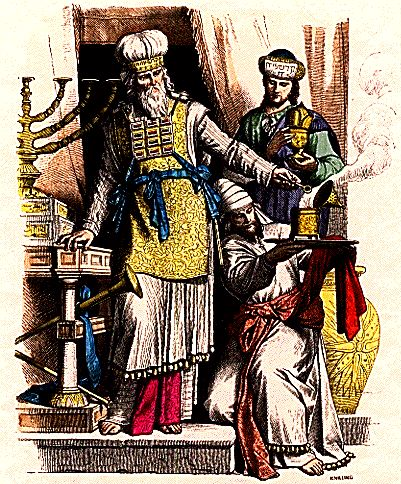
이스라엘의 대제사장이 신성한 의복을 입고 있다. 에봇은 여기에서 노란색으로 묘사되어 있다.

에봇(히브리어: אֵפוֹד ʾēp̄ōḏ; /ˈɛfɒd/ 또는 /ˈiːfɒd/)은 히브리어 성경에 따르면 이스라엘의 대제사장이 입었던 앞치마의 일종으로, 고대 이스라엘 민족 문화에서 숭배되던 유물이었으며, 신탁 관행 및 제사장 의식과 밀접하게 관련되어 있었다.
사무엘기와 역대기에서 다윗은 법궤 앞에서 춤을 출 때 에봇을 입은 것으로 묘사되어 있으며(사무엘하 6:14, 역대상 15:27), 놉의 성소에 검이 뒤에 놓인 채 서 있는 것으로 묘사되어 있다(사무엘상 21:9). 출애굽기와 레위기에서는 대제사장이 공식 의복의 일부로 착용하기 위해 만들어진 것으로 묘사되어 있다(출애굽기 28:4+, 29:5, 39:2+; 레위기 8:7).

## 설명
성경에서 에봇은 착용되는 문맥에서 보통 아마포로 묘사되지만, 사무엘기에 묘사된 바와 같이 어떤 종류의 완전한 의복을 구성하지는 않았다. 역대상 15장에는 다윗이 "고운 베로 된 옷을 입고 있었고, 궤를 멘 모든 레위인들도 그러했으며... 다윗도 베 에봇을 입었더라"고 기록되어 있으며, 사무엘하 6:14에는 "다윗이 베 에봇을 입었더라"고 기록되어 있다. 놉의 85명 제사장들이 에봇을 입는 종류의 사람들이라고 특별히 명시된 것을 보면 에봇 착용에는 강력한 종교적, 의식적 의미가 있었던 것으로 보인다. 비록 마소라 본문에서는 이들을 베 에봇을 입은 것으로 묘사하지만(사무엘상 22:18), 70인역 본문에는 "베"라는 단어가 없으며, 70인역이 다윗과 사무엘이 에봇을 입었다고 묘사할 때도 이 단어는 없다. 따라서 일부 본문 학자들은 마소라 본문에 이 단어가 있는 것을 후대의 편집상 추가로 본다.

## 착용 및 구성
출애굽기의 한 구절은 에봇을 대제사장이 입었던 정교한 의복으로 묘사하고 있으며, 그 위에 우림과 둠밈을 담은 제사장의 흉패가 놓였다고 한다. 이 설명에 따르면, 에봇은 금, 파랑, 자주, 다홍색 실로 짜여졌고, 고운 아마포로 만들어졌으며, 금실로 능숙하게 자수되었다 (출애굽기 28:6–14). 또한 기드온은 1700 셰켈의 금으로 에봇을 만들었다고 묘사되어 있다 (사사기 8:25–27). 요마 72a는 각 직물이 금박 한 가닥을 포함하여 여섯 가닥의 실로 결합되어 총 28가닥의 실로 직물을 구성했다고 주장한다.
성경의 묘사(출애굽기 28:16, 39:9)는 에봇 앞면에 부착된 흉패의 크기를 한 뼘(새끼손가락 끝부터 엄지손가락 끝까지 펼친 손의 너비) 정사각형으로 계속 묘사한다. 흉패는 허리띠로 고정되었고, 황금 고리로 에봇 앞면에 고정된 두 개의 어깨끈이 있었으며, 이 고리에 황금 사슬로 흉패가 부착되었다고 한다 (출애굽기 28:6–14). 이 묘사에 따르면, 에봇은 앞치마나 치마에 멜빵이 달린 것과 비슷했을 것으로 보인다. 반면 라시는 여자의 승마용 허리띠와 같았다고 주장했다. 성경 묘사에는 또한 쇼함으로 만든 견장처럼 어깨끈 위에 두 개의 보석 각인이 있었다고 덧붙인다. 학자들은 이를 공작석으로, 유대 전통에서는 헬리오도르로, 그리고 킹 제임스 성경에서는 "호마노"로 번역되었으며, 그 위에 12지파의 이름이 새겨져 있었다고 생각한다. 고전 랍비 문헌들은 보석에 새겨진 지파들의 순서에 대해 의견이 다르다(소타 36a).

## 기원
비판적 본문 학자들은 출애굽기의 에봇에 대한 묘사를 제사장 문서에 기인하며 에봇의 다른 언급들보다 후대의 것으로 본다. 성서 학자들은 에봇이 일반적인 손수건에서 고도로 전례적인 수대로 진화한 것과 유사하게, 보다 원시적인 형태(사무엘기에 묘사된 단순한 아마포 형태)에서 이러한 고도로 의식적인 형태로 진화했을 수 있다고 믿는다.

## 확장된 용도
에봇은 의복으로서의 용도 외에도 우림과 둠밈과 함께 신탁을 목적으로 사용되었다. 사무엘기는 사울이나 다윗이 신탁적인 방법으로 하나님께 질문하기를 원할 때마다 제사장에게 에봇을 요구했다고 암시한다. 학자들은 신탁 과정이 클레로만시의 일종이며, 우림과 둠밈은 제비뽑기 방식으로 사용된 물건으로 간주되므로, 에봇은 우림과 둠밈을 담는 어떤 형태의 용기였을 것으로 본다. 이를 의복으로서의 에봇 묘사와 조화시키려면, 에봇이 원래 제사장들이 몸에 둘렀던 일종의 주머니였을 것으로 결론지어야 한다. 그러나 성경 본문은 레위기 8:8에서 우림과 둠밈이 에봇이 아니라 흉패 안에 놓였다고 명시한다. 돌들이 흉패에 통합된 점과 히브리어에서 우림을 "빛"으로 사용하는 점은 우림과 둠밈이 제사장이 신성한 계시를 받을 때 보던 일종의 시각 장치였을 수 있음을 시사한다.
놉에 있던 물건은 다른 물건이 그 뒤에 보관되어 있었으므로 어느 정도 자립할 수 있었을 것이며, 기드온과 미가가 녹인 금으로 만든 물건들은 논리적으로 단순히 의복일 수 없다. 기드온이 만든 물건은 명백히 숭배되었다고 묘사되어 있으므로 신의 우상이었으며, 미가가 만든 물건은 드라빔과 밀접하게 연관되어 있고, 에봇과 드라빔은 각각 새긴 우상과 녹인 우상을 의미하는 히브리어 페셀과 마세카와 번갈아 사용된다.
신탁 목적으로 사용된 에봇도 반드시 단순히 천 조각은 아니었다. 왜냐하면 그것들은 입는 것이 아니라 들고 다녔다고 묘사되기 때문이다(비록 일부 번역본은 사무엘상 2:28을 "에봇을 입다" 대신 "에봇을 나르다"로 번역하지만). 이 구절들에서 "나르다"로 사용된 히브리어 용어는 에봇이 손이나 어깨에 들려 있었다는 것을 구체적으로 암시한다. 따라서 이러한 경우 에봇은 제비뽑기가 행해지는 휴대용 우상을 가리켰다는 결론이 나온다. 일부 학자들은 우상과 의복 사이의 연관성이 원래 우상이 아마포 의복을 입고 있었고, 에봇이라는 용어가 점차적으로 우상 전체를 가리키게 되었다는 점이라고 제안했다.
탈무드에 따르면, 에봇을 입는 것은 이스라엘 민족이 저지른 우상 숭배의 죄를 속죄했다.
기드온은 전투에서 얻은 금으로 에봇을 만들었다. 긴즈버그의 '유대인의 전설'에 따르면: "대제사장의 흉패에는 므낫세가 아닌 에브라임만이 열두 지파 중에서 요셉을 대표했다. 자신의 지파에 대한 이러한 경멸을 없애기 위해 기드온은 므낫세의 이름이 새겨진 에봇을 만들었다. 그는 그것을 하나님께 바쳤지만, 그가 죽은 후에는 우상으로 숭배되었다. 그 당시 이스라엘 민족은 바알세불 숭배에 너무 빠져 있어서 주머니에 이 신의 작은 형상을 항상 가지고 다녔으며, 이따금씩 그 형상을 꺼내어 열렬히 입을 맞추는 습관이 있었다." 성경에 따르면, 이 행동은 결국 온 이스라엘이 다시 하나님에게서 돌아서게 하고 기드온과 그의 가족을 파멸시켰다. 기드온은 많은 아내에게서 70명의 아들을 두었다. 그는 또한 세겜 출신의 첩을 두었는데, 그녀는 그에게 "내 아버지는 왕이다"라는 뜻의 아비멜렉이라는 아들을 낳았다 (사사기 8:31).

## 외경 문학에서
고대 외경인 선지자들의 삶에 따르면, 여호야다의 아들 스가랴의 죽음 이후 성전의 제사장들은 더 이상 주의 천사의 환영을 볼 수 없었고, 에봇으로 점복을 행하거나 지성소에서 응답을 받을 수 없었다.

## 같이 보기
- 제사장의 흉패
- 제사장의 금패
- 제사장의 겉옷
- 제사장의 띠
- 제사장의 속옷
- 제사장의 관
- 제사장의 속바지
- 테차베